# Glyptotendipes lobiferus
Glyptotendipes lobiferus är en tvåvingeart som först beskrevs av Thomas Say 1823.  Glyptotendipes lobiferus ingår i släktet Glyptotendipes och familjen fjädermyggor. Inga underarter finns listade i Catalogue of Life.